# Europese kampioenschappen karate 2014 (JKA)
De Europese kampioenschappen karate 2014 waren door de Japan Karate Association (JKA) georganiseerde kampioenschappen voor karateka's. De 19e editie van de Europese kampioenschappen vond plaats in het Belgische Kortrijk op 5 april 2014.

## Resultaten

### Kata
| Discipline  | Goud                                                                | Zilver                                        | Brons                                                             |
| Heren       | Heren                                                               | Heren                                         | Heren                                                             |
| ----------- | ------------------------------------------------------------------- | --------------------------------------------- | ----------------------------------------------------------------- |
| Individueel | Jakub Debrecenyl                                                    | Tamás Fórika                                  | Stefan Effler                                                     |
| Team        | Etienne Allot Alexandre Boueste Bertrand Jaillet Francois Reydellet | Tamás Fórika Gergő Ocsovai Balázs Vágvölgyi   | Alexandre Blonda Mathieu Magara Eric Mathon                       |
| Dames       |                                                                     |                                               |                                                                   |
| Individueel | Ivana Zanfirovic                                                    | Roisin Campbell                               | Aleksandra Stepanova                                              |
| Team        | Malin Gereke Christin Hundertmark Joana Tsesmeles                   | Ivana Zanfirovic Maja Milojevic Natalija Ivic | Roisin Campbell Rachel O'Halloran Sarka Petrovicova Jana Sersnova |

### Kumite
| Discipline  | Goud                                                           | Zilver                                                        | Brons                                                   | Brons                                                             |
| Heren       | Heren                                                          | Heren                                                         | Heren                                                   | Heren                                                             |
| ----------- | -------------------------------------------------------------- | ------------------------------------------------------------- | ------------------------------------------------------- | ----------------------------------------------------------------- |
| Individueel | Arnaud Vicaire                                                 | Ivan Kiryanov                                                 | Aleksandr Avvakumov                                     | Mkhitar Mkhitaryan                                                |
| Team        | Arnaud Vicaire Nasuf Hoti Iwan Wille Samson Wille              | George Draganov Jovan Masalunga Tresor Mashaka Mohammed Salih | Kim Asmussen Troels Fastrup Jacob Nissen Goja Pilipovic | Florian Bindbeutel Pascal Senn Raphael Staubach Stephan Walsleben |
| Dames       |                                                                |                                                               |                                                         |                                                                   |
| Individueel | Roisin Campbell                                                | Petra Cifkova                                                 | Marina Brileva                                          | Nada Saric                                                        |
| Team        | Roisin Campbell Rachel O'Halloran Laura Steadman Jana Sersnova | Marina Brileva Alla Sergeeva Ekaterina Kling Marina Zubenko   | Armina Barakovic Johanna Lind Beatrice Lindqvist        | Michaela Rein Caroline Sieger Nadja Stuchlik Bianca Walsleben     |